# Establo Magaki
El Establo Magaki (間垣部屋, Magaki beya) fue un establo de entrenamiento de sumo profesional. El establecimiento formó parte del ichimon Nishonoseki. El quincuagésimo sexto (56°) yokozuna Wakanohana Kanji II reestableció el establo en 1983. El primer luchador del establo en alcanzar la división makuuchi fue el hawaino Yamato en 1997, seguido luego por Gojōrō y Wakanojō el mismo año. No obstante, el establo tuvo poco éxito en sus últimos años activo, y su declive empezó a acelerarse tras el fallecimiento de la okamisan (esposa) del maestro Magaki en 2005. En 2008, el maegashira ruso Wakanohō fue expulsado del sumo profesional tras haber sido acusado de posesión de cannabis, cargos que luego fueron retirados. En 2011, el luchador de más rango en el establo, Wakatenrō[ja], fue forzado a retirarse debido a acusaciones de arreglos de combates.
En enero de 2010, el establo Magaki, junto a los establos Takanohana, Ōnomatsu y Ōtake, fue forzado a retirarse del ichimon Nishonoseki después de que Takanohana anunciase su intención de presentarse como candidato no oficial a las elecciones del gabinete de directores de la Asociación Japonesa de Sumo.
El establo cerró oficialmente tras el torneo de marzo de 2013 debido al deterioro en la salud del maestro Magaki. En este punto, el establo solo poseía tres luchadores en total, todos clasificados dentro de las tres divisiones más bajas del sumo, aunque dentro de ellos se incluía al futuro yokozuna Terunofuji (en aquel momento conocido como Wakamishō). A pesar de su pequeño tamaño, el maestro Magaki nunca dejó a sus luchadores participar en entrenamientos con otros establos (degeiko), lo cual a menudo provocaba que Terunofuji entrenase solo. El maestro y los luchadores restantes fueron transferidos al establo Isegahama. El plan original era fusionar el establo Magaki con el establo Miyagino, sin embargo, las negociaciones fracasaron.

## Dueños
- 1983–2013: El décimo octavo (18°) Magaki (el quincuagésimo sexto (56°) yokozuna Wakanohana Kanji II)

## Exluchadores destacados
- Gojōrō (ex maegashira)
- Wakanohō (ex maegashira)
- Wakanojō (ex maegashira)
- Yamato (ex maegashira)
- Wakamishō (el futuro yokozuna Terunofuji)